# Йольський свічник

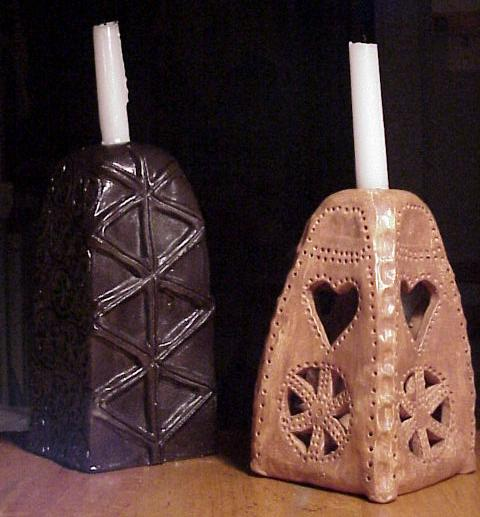
Сучасні йольські свічники

Йольский свічник (світильник) (нім. Julleuchter), також відомий як баштовий світильник (нім. Turmleuchter) - невелике керамічне пристосування для запалювання свічок на Йоль (свято зимового сонцестояння германських народів) з квадратною основою (ребро близько 10 см), висотою близько 20 см і формою, що нагадує вежу, яка звужується догори.

## Історія

### Походження
Вперше зображення йольского світильника було опубліковано в 1888 році в шведському журналі «Runa». У статті описувався оригінал, виявлений в XVI столітті на території провінції Галланд і в даний час виставлений в музеї у Стокгольмі. Аналогічні світильники зберігаються в музеях Норвегії. Найстаріший із знайдених баштових світильників з обпаленої глини датується епохою Великого переселення народів.

### Використання у нацистській Німеччині
У нацистській Німеччині рейхсфюрер СС Генріх Гіммлер, який прагнув до відродження язичництва в рамках культу аріософії, насаджував використання йольских світильників в есесівських ритуалах, пов'язаних із зимовим сонцестоянням, а також на весіллях есесівців. У 1936 році СС придбали і розширили завод порцелянових виробів у Аллаху (зараз — частина м. Мюнхен), який виробляв культові керамічні та порцелянові вироби, в тому числі йольскі світильники. Потік замовлень був настільки великий, що в 1943 році частину виробництва довелося перенести в концтабір Дахау. Зовнішній вигляд світильника був частково скопійований з шведського оригіналу, опублікованого в 1888 році. У зовнішньому вигляді було збережено загальні риси і та основні формотворчі деталі, проте нюанси обробки були творчо перероблені.
Також йольські свічники були відзнакою СС.

## Опис
На сучасних йольских світильниках, як правило, з усіх чотирьох сторін вирізана руна Гаґалаз (скандинавський варіант молодших рун) і символ серця. Рідше замість серця зображуються руни Альґіз або Уруз. Свічка може вставлятися як в отвір у верхній частині світильника (якщо такий є), так і всередину світильника.